# Cattleya venosa
Cattleya venosa är en orkidéart som beskrevs av Robert Allen Rolfe. Cattleya venosa ingår i släktet Cattleya och familjen orkidéer. Inga underarter finns listade i Catalogue of Life.